# Ianachi Porphyrita
Ianachi Porphyrita a fost capuchehaie a domnilor români pe lângă Înalta Poartă. Între 1691-1701 a fost agentul diplomatic al lui Constantin Brâncoveanu, după ce anterior fusese în serviciul domnului Șerban Cantacuzino. 